# 엘리자베스 호
엘리자베스 호(Elizabeth Ho, 1983년 5월 2일 ~ )는 미국의 배우, 텔레비전 배우, 영화배우이다.
샌프란시스코에서 태어났다.

## 영화 및 텔레비전
- 대관절 해피니스
- 캐슬 (드라마)
- 그레이 아나토미
- 두 남자와 1/2
- 마이애미 메디컬
- 멜리사 앤 조이
- 본즈 (드라마)
- NCIS (드라마)
- 투 브로크 걸스
- 레이크 (미국의 드라마)
- 블랙의 50가지 그림자